# Guennadi Cholomitski
Guennadi Borissovitch Cholomitski (transcription anglaise : Gennadii Borisovich Sholomitskii) est un astronome russe né le 6 février 1939 et mort le 17 juin 1999. Il est connu pour ses travaux dans le domaine de l'infrarouge et de l'astronomie submillimétrique. 
Il a été directeur de l'institut de recherche spatiale au sein de l'Académie des sciences de Russie.
Guennadi Cholomitski obtient son diplôme en astronomie à l'Institut Sternberg en 1962. Il y mène une recherche post-doctorale sous l'égide d'Iossif Chklovski. Puis il rejoint l'équipe d'astronomes au Crimea Deep Space Communication Center. Il s'intéresse alors aux spectres des radiosources, dans les bandes centimétriques et décimétriques. Il commence par séparer les fréquences provenant de particules hautement énergétiques en augmentant la résolution angulaire des instruments. Il examine 3C 273 et met en évidence des jets d'énergie, signes de ce qui sera classé comme un quasar.